# Marketing and Publicity (MP) Agency
Marketing and Publicity (MP) Agency je једна од првих независних кућа основана у предвечерје распада СФРЈ.
Са овом кућом су сарађивали аутори попут Зорана Чалића, Драгана Кресоје, Драгослава Лазића.

## Продукција филмова
| Год.     | Назив                    | Улога |
| -------- | ------------------------ | ----- |
| 1990.-те |                          |       |
| 1991.    | Секула се опет жени      |       |
| 1991.    | Свемирци су криви за све |       |
| 1993.    | Гњурац                   |       |
| 1993.    | Мрав пешадинац           |       |
| 1993.    | Пун месец над Београдом  |       |
| 1995.    | Дечак из Јунковца        |       |
| 1995.    | Тамна је ноћ             |       |
| 1995.    | Пакет аранжман           |       |